# بالدوین‌ویل (ماساچوست)
بالدوین‌ویل (به انگلیسی: Baldwinville) یک منطقهٔ مسکونی در ایالات متحده آمریکا است که در شهرستان ووستر، ماساچوست واقع شده‌است. بالدوین‌ویل ۶٫۵ کیلومتر مربع مساحت و ۲٬۰۲۸ نفر جمعیت دارد و ۲۷۱ متر بالاتر از سطح دریا واقع شده‌است.